# 574
574 (DLXXIV) je bilo navadno leto, ki se je po julijanskem koledarju začelo na ponedeljek.

## Dogodki
- 1. januar

## Rojstva
- Osman ibn Afan, tretji kalif Rašidunskega kalifata  († 656)

## Smrti
- Klef, kralj Langobardov (* ni znano)